# Roman (Bułgaria)

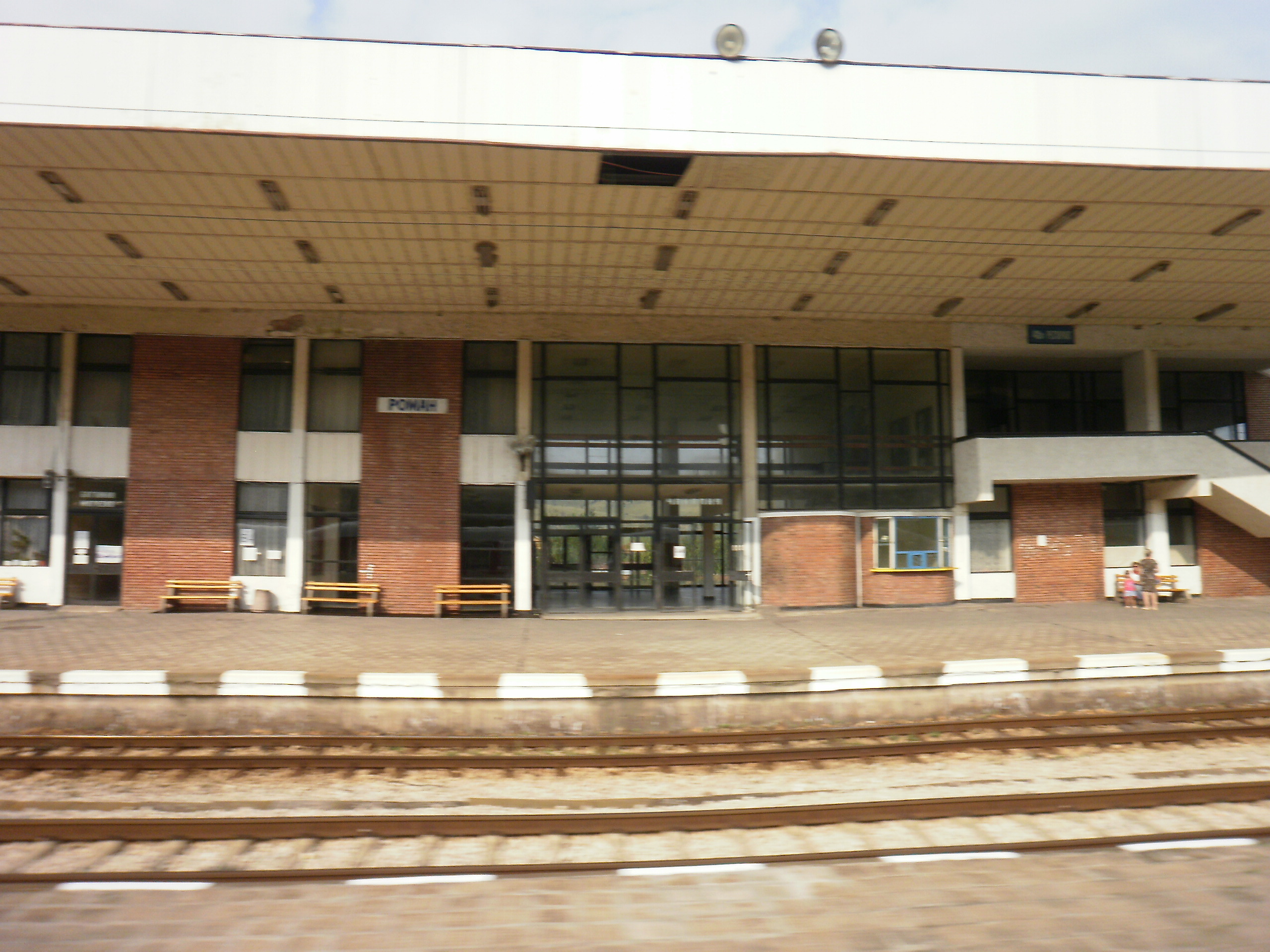
Stacja kolejowa w Romanie

Roman (bułg. Роман) – miasto w północnej Bułgarii, w obwodzie Wraca, siedziba administracyjna gminy Roman. Według danych Narodowego Instytutu Statystycznego w Bułgarii z 31 grudnia 2011 miasto liczyło 2807 mieszkańców.
Miasto położone nad prawym brzegiem Iskyru. Roman leży na trasie linii kolejowej o znaczeniu krajowym, miasto posiada stację kolejową do Sofii. Miejscowość wzmiankowana w 1430 roku w dokumentach tureckich. Roman prawa miejskie uzyskał w 1974 roku.